# Entre 2 gegants
Entre 2 gegants (Entre 2 gigantes) es un largometraje documental dirigido por Mariela Alende O'Connell, estrenado en Televisió de Catalunya el 23 de abril de 2011 como cierre de la programación especial de la fiesta catalana de Sant Jordi.
Su estreno en las salas coincidió con los actos conmemorativos de la Diada Nacional de Catalunya de l'11 de Setembre de 2012.

## Contexto y línea argumental
A través de entrevistas e imágenes de fiestas y tradiciones populares, el documental se propone evidenciar las dificultades con las que se enfrenta la cultura catalana, y en especial su lengua, para poder sobrevivir entre dos potencias culturales como son Francia y España.
El hilo conductor del film es el viaje de Mariel desde su casa, al sur de los Pirineos, a Perpignan (Francia), al otro lado de la frontera, para recibir un premio otorgado por la Compagnie Littéraire du Genêt d'Or a una canción que ella misma cantará en la gala, sobre el poema Etern, de Eduard Miró, musicado por el compositor Salvador Pané, que la acompañará al piano.

## Entrevistas y música
Los entrevistados son catalanes del norte y catalanes del sur, separados coercitivamente desde hace tres siglos por la línea de frontera pirenaica entre los estados francés y español.
Entre las numerosas entrevistas destacan las participaciones de los poetas y escritores Eduard Miró, Joan Tocabens y Núria Pradas.
La música del norte la aporta Jordi Barre (Creu de Sant Jordi 1992), quien fuera uno de los precursores de la Nova Cançó en la Cataluña Norte, mientras que las canciones del sur pertenecen al cantautor Josep Meseguer, autor del homenaje musical al poeta clásico catalán Ausiàs Marc.

## Trayectoria internacional
A nivel internacional, la película inicia su andadura en Alemania, en febrero de 2013, punto de partida de un recorrido que en menos de un año la ha llevado a las tres Américas, Asia, Europa y Oceanía, por países como Ecuador, Paraguay, República Dominicana, Cuba, Costa Rica, Canadá, Alemania , Dinamarca, Luxemburgo, Australia o China.

## Crítica y público
La crítica y el público otorgaron a la producción de Colin Clarke una media de 4 estrellas, según consta en diversas publicaciones especializadas.
El Periódico ∗∗∗ Hoy Cinema ∗∗∗∗ IMDb ∗∗∗∗ Directe!Cat ∗∗∗∗∗ Filmaffinity ∗∗∗∗∗